# Nadleśnictwo Nurzec
Nadleśnictwo Nurzec – jednostka organizacyjna Lasów Państwowych podległa Regionalnej Dyrekcji Lasów Państwowych w Białymstoku. Siedziba Nadleśnictwa znajduje się w Nurcu-Stacji w powiecie siemiatyckim, w województwie podlaskim.
Nadleśnictwo obejmuje część powiatów siemiatyckiego i bielskiego.

## Historia
Nadleśnictwo Nurzec powstało w 1918. Obejmowało ono lasy będące przed I wojną światową rosyjskimi dobrami rządowymi. Jego terytorium pokrywało się z obecnym z wyjątkiem wschodniej części oraz uroczysk Żerczyce i Żurobice, które należały do Nadleśnictwa Mielnik. Po II wojnie światowej m.in. z uroczysk Żerczyce i Żurobice oraz z znacjonalizowanych przez komunistów lasów prywatnych utworzono Nadleśnictwo Kąty (od 1964 Nadleśnictwo Siemiatycze). 1 stycznia 1973 Nadleśnictwo Siemiatycze włączono do Nadleśnictwa Nurzec. W marcu 1975 siedzibą nadleśnictwa stał się Nurzec-Stacja.

## Ochrona przyrody
Na terenie nadleśnictwa znajdują się cztery rezerwaty przyrody:
- Grąd Radziwiłłowski
- Góra Uszeście
- Sokóle
- Witanowszczyzna

## Drzewostany
Dominującym typem siedliskowym lasów nadleśnictwa jest las świeży, który stanowi 36,07% jego lasów.
Gatunki lasotwórcze lasów nadleśnictwa (z ich udziałem procentowym):
- sosna 71%
- dąb 13%
- brzoza 10%
- inne gatunki 6%

Średni wiek lasów nadleśnictwa wynosi 57 lat, a ich przeciętna zasobność ponad 213 m³/ha.